# Sherina Munaf
Sherina Munaf (Jakarta, 11 juni 1990) is een Indonesische popzangeres. Zij maakte haar eerste album Andai Aku Besar Nanti (Als Ik Later Groot Ben) toen zij negen jaar was. In 2000 speelde Sherina in de film Petualangan Sherina (Het Avontuur van Sherina). Zij ontving de onderscheiding "Most Talented Child Artist" tijdens het 2001 Asia Pacific Film Festival in Hanoi. In 2001 werkte zij samen met Westlife voor een fondsenwerving door UNICEF.
Sherina werd in Bandung geboren als dochter van Triawan Munaf en Luki Ariani. Zij studeerde af aan de British International School.

## Discografie
- Andai Aku Besar Nanti (1999)
- Petualangan Sherina (2000)
- My Life (2002)
- Primadona (2007)
- Gemini (2009)
- Tuna (2013)

## Film
- Petualangan Sherina (2000)

- MusicBrainz: 21310456-7cf3-4818-b035-5610789f9ef9